# Castello Malaspina (Roccaforte Ligure)
Il castello Malaspina  (o Castello Spinola) è stato un edificio difensivo situato a 859 m s.l.m., in provincia di Alessandria. La presenza di tale fortificazione diede il nome al sottostante abitato di Roccaforte.

## Storia

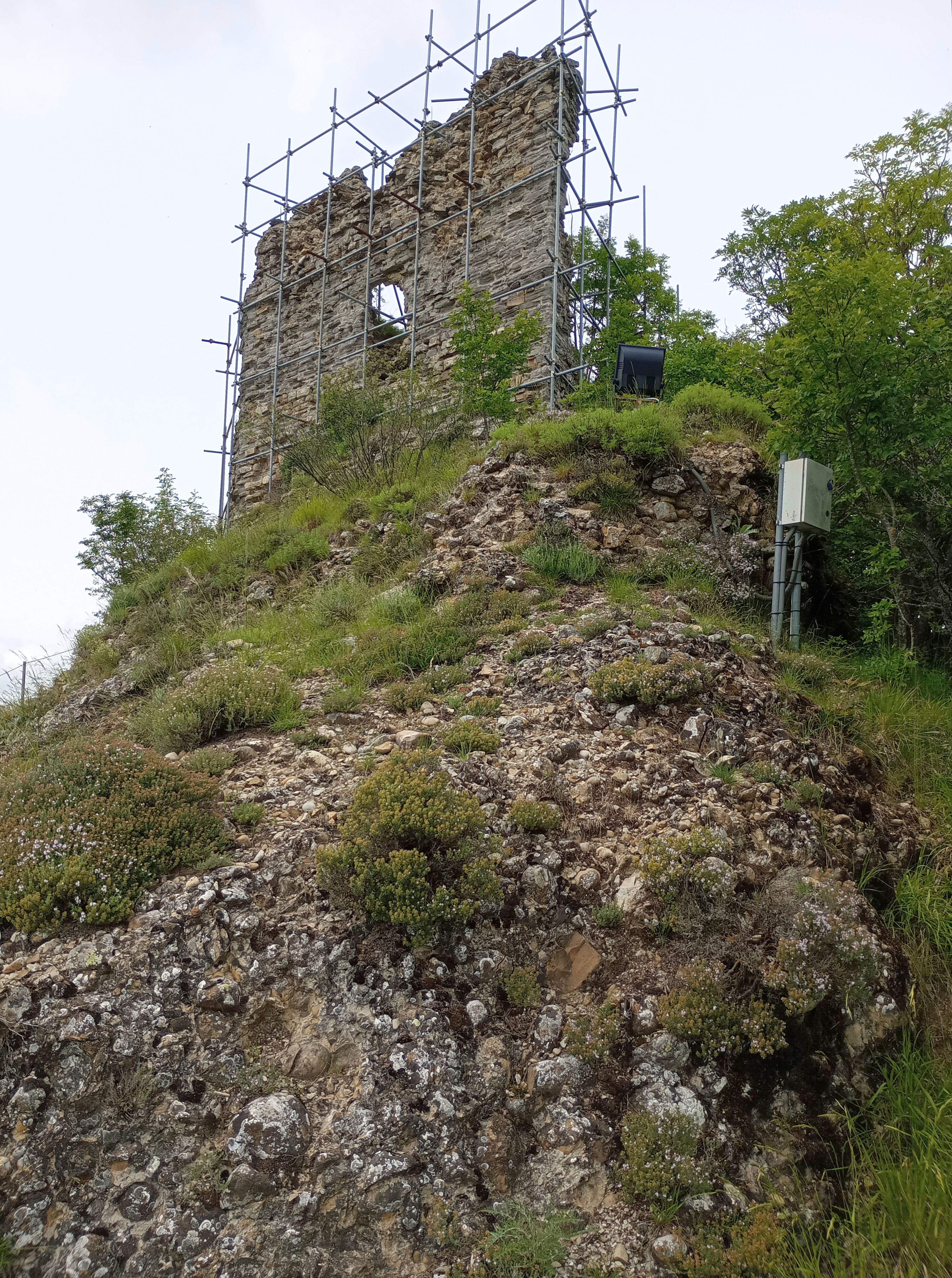
Il castello nel 2024

La zona che oggi fa riferimento al comune di Roccaforte Ligure fu nell'Alto Medioevo tra i possedimenti dell'Abbazia di Vendersi; dopo il saccheggio di quest'ultima ad opera dei Saraceni nel X secolo il castello e il sottostante borgo vennero assoggettati al potere temporale della Diocesi di Tortona. La proprietà passo nel 1295 al comune di Tortona. Il castello passò poi prim alla famiglia dei Malaspina e, all'inizio del XV secolo, a quella degli Spinola, che già possedevano in zona altri borghi e castelli. Nel 1644 gli Spinola vennero elevati la rango di marchesi ed ottennero l'autorizzazione a battere moneta.  Il dominio della famiglia su Roccaforte e sul castello continuò fino al 1797, quando alla conquista della zona da parte di Napoleone seguì l'abolizione dei Feudi imperiali e, con questa, la fine della signoria degli Spinola. Nel frattempo però la fortificazione, divenuta inadeguata alla tecnica militare del tempo e scomoda come residenza, era già stata abbandonata ed era in rovina.

## Descrizione
Il castello si trova su un ripido rilevo dell'Oltregiogo sul crinale divisorio tra la valle Spinti e la valletta del Sisola, tributaria della Val Borbera. I ruderi dell'edificio sono oggi in cattivo stato di conservazione e sono stati stati parzialmente messi in sicurezza con ponteggi metallici, ma necessiterebbero ulteriori interventi conservativi.

## Accesso

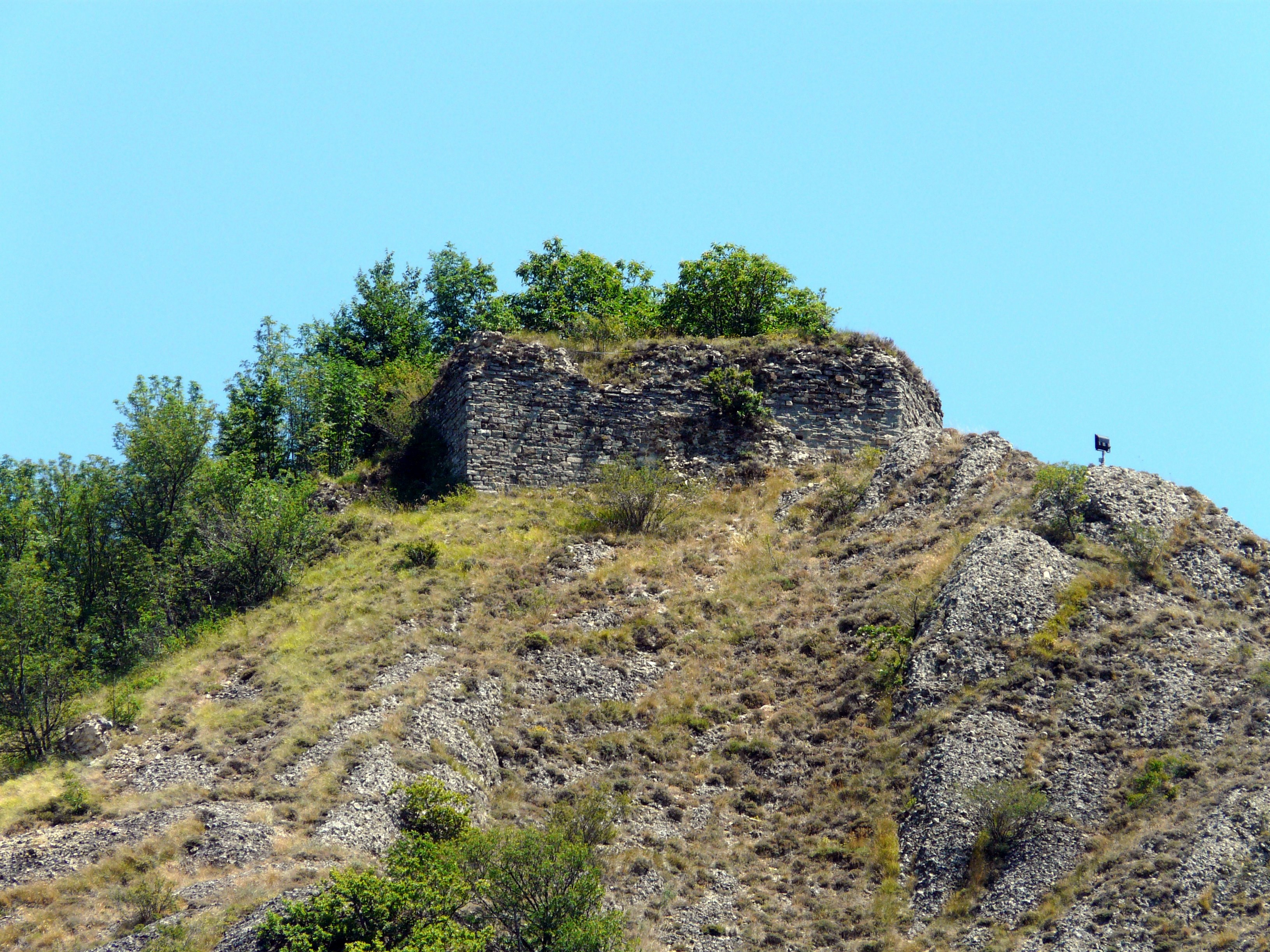
I ruderi del castello

Ai ruderi del castello si può accedere a piedi partendo dal piazzale della parrocchiale di San Giorgio. Si tratta di una breve passeggiata che si snoda tra boschi di latifoglie. Raggiunta la sommità rocciosa del rilievo dove sorge il castello la vista si apre sulle montagne e sulle valli della zona.

## Bibliografia

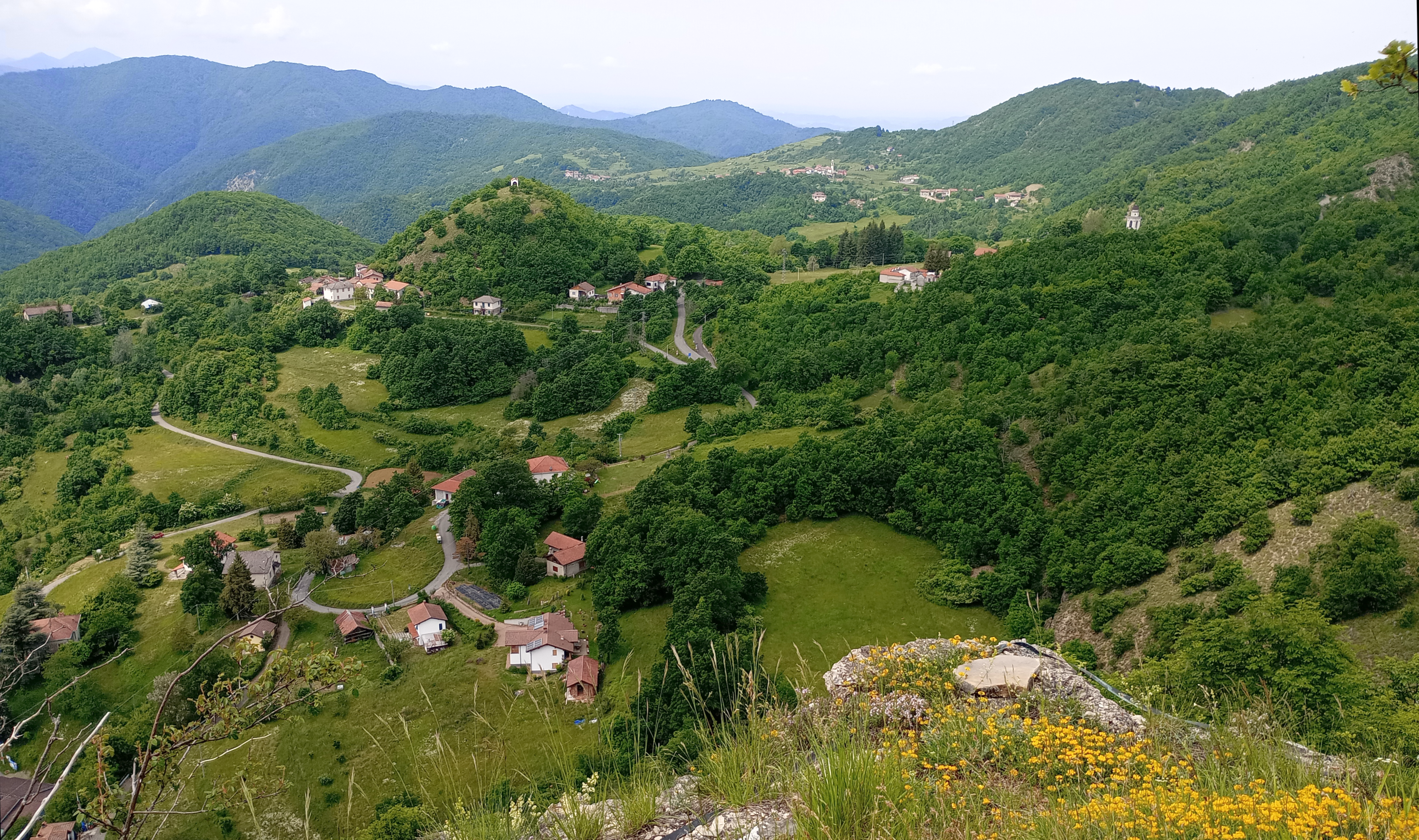
Vista verso nord-ovest
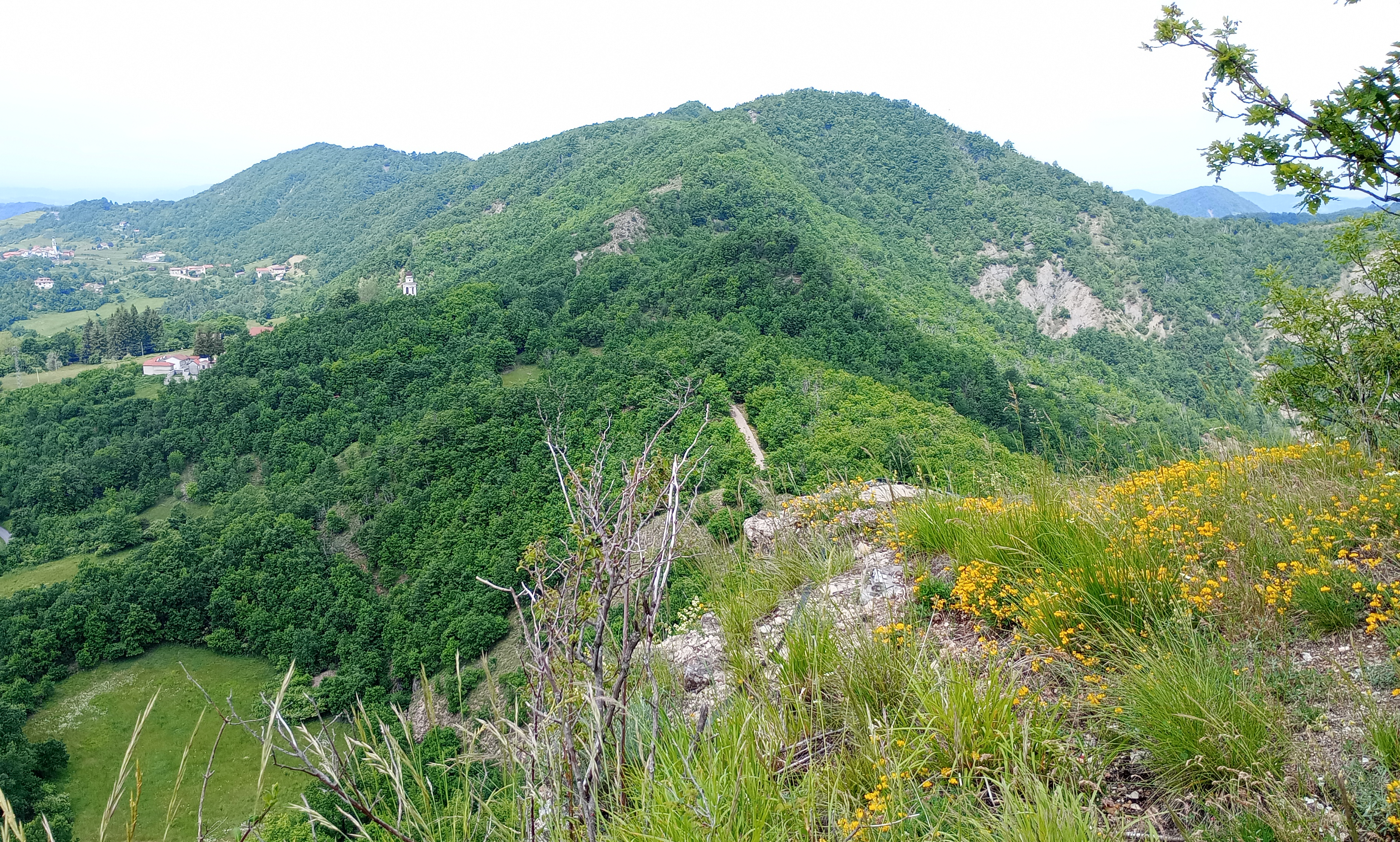
Il monte Osesa visto dal castello